# Zuschießende Waffe

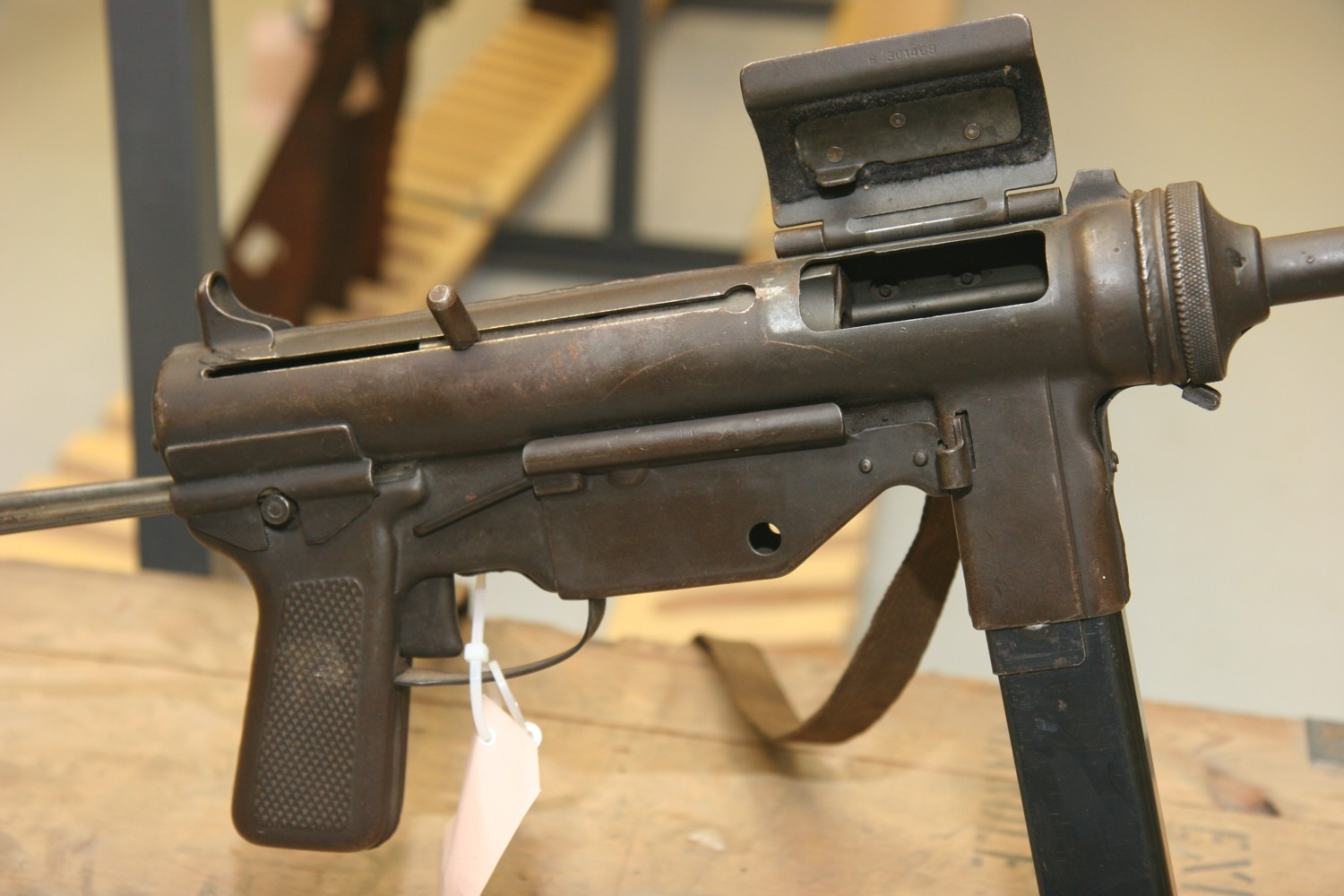
M3 als Beispiel einer zuschießenden Waffe

Bei zuschießenden Waffen ist vor der Betätigung des Abzuges der Verschluss offen (engl. open bolt), d. h. in seiner hinteren Stellung. Erst durch die Betätigung des Abzugs schnellt der Verschluss vor, führt eine Patrone aus dem Magazin ins Patronenlager ein („das Patronenlager wird zugeschossen“) und zündet sie. 
Zuschießende Waffen haben eine höhere Feuergeschwindigkeit als vergleichbare aufschießende Waffen, da bei zuschießenden Waffen der Schuss sofort nach Schließen des Verschlusses ausgelöst wird. Hingegen wird bei aufschießenden Waffen der Schlagbolzen durch das Schlagstück separat betätigt. 

## Anwendungsbeispiele
Zuschießend sind vor allem frühe Maschinenpistolen mit Masseverschluss. Beispiele sind alle im Ersten und Zweiten Weltkrieg eingesetzten Maschinenpistolen und die spätere Uzi.
Auch die meisten Maschinengewehre des Zweiten Weltkrieges, das deutsche MG 34, das MG 42 (einschließlich der Weiterentwicklung MG3), das englische Bren LMG, das französische MAC-24/29, das tschechische ZB vz. 26, das amerikanische Browning Automatic Rifle und andere mehr sind zuschießende Waffen, da sich bei Waffen auf Lafette oder Vorderstütze die vorlaufende Verschlussbewegung nur wenig auf die Genauigkeit auswirkt. Wichtiger war, Selbstzündungen zu vermeiden und in Feuerpausen den Lauf etwas schneller abkühlen zu lassen.

## Vor- und Nachteile
Vorteile von zuschießenden Dauerfeuer-Systemen:
- Vermeiden von Selbstzündung, Kühlung von Patronenlager und Lauf

Ein wesentlicher Aspekt ist die Kühlung der Waffe. Da schon wenige Schuss ausreichen, um sehr hohe Temperaturen in der Waffe zu erzeugen, wird bei Maschinenpistolen und Maschinengewehren, welche für Dauerfeuer ausgelegt sind, oft die zuschießende Bauweise verwendet. Zwischen den Feuerstößen wird so für mehr Luft gesorgt, die das System kühlt. Zudem befindet sich zwischen zwei Feuerstößen keine Patrone im heißen Patronenlager, wodurch es nicht zur Selbstzündung durch überhitzte Patronen wie bei aufschießenden Waffen kommen kann. Vermieden wird auch das Klemmen der erhitzten Patrone wegen thermischer Ausdehnung.
- Einfacherer Aufbau

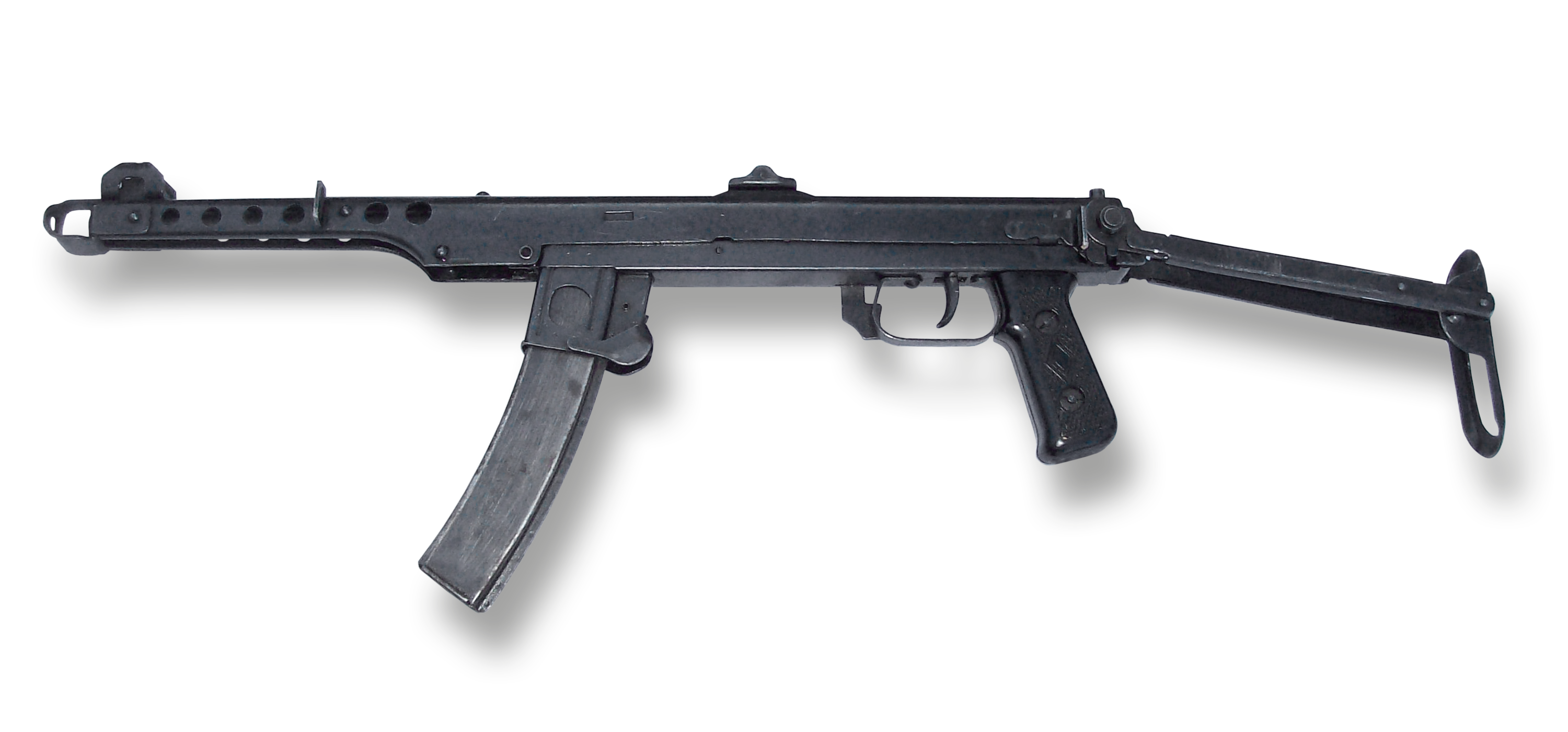
Die PPS-43 ist sehr einfach aufgebaut.

Da eine Verschlussverriegelung bei relativ schwachen Pistolenpatronen nicht notwendig ist (weil die Trägheit der Verschlussmasse genügt, um die Öffnung des Patronenlagers bis zum Druckabfall im Lauf zu verzögern), kann der Aufbau einer Maschinenpistole einfacher gehalten werden. Da die Verriegelung zudem ein mechanisch stark beanspruchtes Element ist, sind sogenannte Masseverschlüsse zuverlässiger und langlebiger. Außerdem ist der Schlagbolzen bei zuschießenden Waffen oft im Verschluss integriert, wodurch ein separater Schlagbolzen entfällt. Da durch das Auftreffen des im Verschluss integrierten Schlagbolzens auf das Zündhütchen die Patrone gezündet wird, benötigen zuschießende Waffen auch keine Schlagfeder, welche den Schlagbolzen antreibt bzw. keinen separaten Schlaghebel mit dazugehöriger Feder.
- Ladezustand

Der Ladezustand ist durch den offenen Verschluss leichter erkennbar. Vorteilhaft ist außerdem, dass zum Entladen nur das Magazin respektive der Gurt entfernt werden muss.
Nachteile von zuschießenden Automatikwaffen, u. a.:
- Präzision

Während bei einer aufschießenden Waffe lediglich der sehr leichte Auslösemechanismus über eine geringe Distanz bewegt wird, bevor der Schuss ausgelöst wird (ein Zündstift bzw. ein Hammer, der auf den Schlagbolzen schlägt), bewegt sich im zuschießenden Modus der massive Verschluss über die gesamte Durchladestrecke durch das Systemgehäuse, bevor die Patrone gezündet wird. Diese Bewegung einer relativ großen Masse über eine relativ große Strecke kann zum Verreißen der Visierlinie führen, bevor der Schuss ausgelöst wird bzw. das Projektil den Lauf verlässt. Dieser Effekt mag minimal erscheinen, aber ein Verreißen der Laufmündung um Bruchteile eines Millimeters macht ein sicheres Treffen auf 100 m bereits unmöglich. Bei Waffen, die auf einer Lafette montiert sind, ist dieses Problem vernachlässigbar.
- Handhabungssicherheit

Ein großer Nachteil ist die mangelnde Sicherheit zuschießender Waffen. Erhält die Waffe einen Stoß, kann sich leicht ein Schuss lösen, wenn sich der Verschluss aus seiner Verriegelung befreit. Hierdurch kam es schon zu vielen Unfällen. Die israelische Uzi-Maschinenpistole wurde nach einiger Zeit aus diesem Grund mit einer zusätzlichen Handballensicherung ausgestattet.
- Schmutzempfindlichkeit

Auch kann durch den offenen Verschluss leicht Schmutz in die Waffe eindringen, wodurch sie nicht mehr abgefeuert werden kann bzw. klemmt. Deshalb müssen zuschießende Waffen vor Schmutz, Regen etc. immer besonders geschützt werden, was sich auf dem Gefechtsfeld aber oftmals schwierig gestaltet.

## Vorlaufzündung
Bei zuschießenden Automatikwaffen mit Vorlaufzündung wird die Patrone bereits kurz vor dem Anschlag des Verschlusses oder Systems gezündet. Die Nutzung der kinetischen Energie des vorlaufenden Verschlusses erlaubt, diesen leichter zu gestalten (MG FF), zudem rüttelt die Waffe weniger beim Schießen (Lmg 25).

## Sonderfall Kombinationswaffe
Eine der wenigen außergewöhnlichen Handfeuer-Waffen, die über beide Modi verfügen, zuschießend als auch aufschießend, ist das deutsche Vielzweck-Selbstladegewehr Fallschirmjägergewehr 42 (FG 42). Bei Dauerfeuer ist es zuschießend (Kühlung / Vermeidung von Hitzezündungen); im Einzelfeuer-Modus ist es aufschießend (Präzision).
Eine weitere Kombinations-Waffe, die beide Verschlussvarianten vereint, ist das US-amerikanische Johnson M1941, ein leichtes Maschinengewehr etwa gleichen Alters.